# Carl Wehmer (Bibliothekar)
Carl Wehmer (* 9. Januar 1903 in Hannover; † 15. September 1978 in Dossenheim) war ein deutscher Bibliothekar, Hochschullehrer und von 1953 bis 1965 Leiter der Universitätsbibliothek Heidelberg.

## Leben
Wehmer studierte Rechtswissenschaft, Geschichte, Kunstgeschichte, Germanistik und Geographie an den Universitäten Marburg, Göttingen, München und Berlin, wo er 1932 seine Promotion erhielt. 1935 wurde er Mitglied der Kommission für den Gesamtkatalog der Wiegendrucke (GW). 1937 erhielt er einen Lehrauftrag an der Friedrich-Wilhelms-Universität in Berlin. Vier Jahre später wurde er zum Bibliotheksrat an der Stadt- und Universitätsbibliothek Frankfurt (StUB) ernannt, ging aber nach Prag um bis 1945 einen Lehrauftrag an der Deutschen Karls-Universität an zu nehmen. Er war dort auch Leiter der Landes- und Universitätsbibliothek.
1949 war Wehmer stellvertretender Direktor der Stadt- und Universitätsbibliothek Frankfurt, bis er 1952 die Leitung der Hessischen Bibliotheksschule in dieser Stadt übernahm. Bereits ein Jahr später ging er als Leitender Bibliotheksdirektor an die Universitätsbibliothek Heidelberg, ein Amt, das er bis 1965 ausübte. Ebenfalls 1953 erhielt er einen Lehrauftrag der Universität Heidelberg und zwei Jahre später wurde er Honorarprofessor in Frankfurt.
Von 1957 bis 1963 war der Bibliothekar Mitglied des Bibliotheksausschusses der Deutschen Forschungsgemeinschaft (DFG), die gleiche Funktion hat er beim Wissenschaftsrat inne. Ferner war er Mitglied der Heidelberger Akademie der Wissenschaften.
Wehmers Leistungen lagen auf der Verbesserung des Bucherwerbs, des Leihverkehrs, des Katalogwesens und der Ausbildung des Nachwuchses. Er veranlasste, dass die in Rom verblieben Handschriften der berühmten Bibliotheca Palatina vollständig fotokopiert wurden. 1965 ernannte ihn die Universität Heidelberg zum Ehrensenator.
1955 eröffnete seine Bibliothek eine Abteilung für die Studierenden mit Lehrbüchern in Freihandaufstellung. Die Erweiterungs- und Neubauplanungen in seiner Amtszeit wurden zuerst von 1962 auf 1966 verschoben, aber dann durch die wirtschaftliche Rezession verhindert. Erst 1978 wurde eine Zweigstelle der Universitätsbibliothek im Neuenheimer Feld eingerichtet.

## Werke (Auswahl)
- Zur Fünfhundert-Jahrfeier der Erfindung des Buchdrucks, 1940 (zusammen mit Kurt Ohly und Erich von Rath).
- Studien über die mittelalterlichen Buchschriften. Halle (Saale) 1932.
- Die Namen der "gotischen" Buchschriften. Ein Beitrag zur Geschichte der lateinischen Paläographie. In: Zentralblatt für Bibliothekswesen, Jg. 49, 1932, S. 11–34.
- Die Namen der "gotischen" Buchschriften II. In: Zentralblatt für Bibliothekswesen, Jg. 49, 1932, S. 169–176.
- Die Namen der "gotischen" Buchschriften 3. In: Zentralblatt für Bibliothekswesen, Jg. 49, 1932, S. 222–234.
- Das älteste Schriftmusterblatt einer deutschen Druckerei. Gräfenhainichen 1936.
- Leonard Wagner der Schöpfer der Fraktur? 1938.
- Incunabelkunde. In: Zentralblatt für Bibliothekswesen, 57 (1940), S. 214–232.
- Auswahlverzeichnis. Prag, Bücherei der Lese- und Redehalle der Deutschen Studenten, 1943.
- Prager Bibliotheken. Prag 1944.
- Die Schreibmeisterblätter des späten Mittelalters. [Rom], Biblioteca Apostolica Vaticana, 1946.
- Mainzer Probedrucke in der Type des sogenannten Astronomischen Kalenders für 1448. München 1948.
- Schicksale und Wege der „Manessischen Liederhandschrift“. Heidelberg 1955 (mit Karl Preisendanz).
- Friedrich Adolf Schmidt-Künsemüller: William Morris und die neuere Buchkunst. Beiträge zum Buch und Bibliothekswesen. Band 4, Wiesbaden 1955. (Hrsg.)
- Vergessene Bücher aus Ottheinrichs Bibliothek. Heidelberg 1958.
- Warum Studentenbüchereien?. Heidelberg 1958.
- Vergessene Bücher aus Ottheinrichs Bibliothek. Heidelberg 1958.
- Ein tief gegründet Herz: Der Briefwechsel Felix Mendelssohn Bartholdys mit Johann Gustav Droysen. Heidelberg 1959. (Hrsg.)
- Mit gemäl und schrift. Kaiser Maximilian I. und der Buchdruck. In: Ewald Lissberger (Hg.): In libro humanitas. Festschrift für Wilhelm Hoffmann zum 60. Geburtstag, 21. April 1961, Stuttgart: Klett 1962, S. 244–275.
- Proba centum scripturarum / Begleittext. Leonhard Wagners Proba centum scripturarum. 1963.
- Die Universitätsbibliothek Heidelberg. Heidelberg 1965.
- Deutsche Buchdrucker des fünfzehnten Jahrhunderts. (Für Victor Scholderer zum 9. Oktober 1970). Harrassowitz, Wiesbaden 1971. ISBN 3-447-01277-3.

Mitherausgeber
- der Reihe Facsimilia Heidelbergensia und
- der Heidelberger Jahrbücher.